# Grylewo
Grylewo – wieś w Polsce położona w województwie wielkopolskim, w powiecie wągrowieckim, w gminie Wągrowiec.
W latach 1975–1998 miejscowość administracyjnie należała do województwa pilskiego.

## Atrakcje turystyczne
- neogotycki kościół św. Katarzyny z XIX wieku (wewnątrz kościoła znajduje się Cudowny Obraz Matki Boskiej z początku XVII wieku)
- dwór późnobarokowy zbudowany w końcu XVIII wieku – rodziny Grabowskich
- park krajobrazowy ze starymi dębami
- rynnowe Jezioro Grylewskie w kształcie odwróconej litery „S”